# ATP World Tour Finals 2016 - Doppio
Jean-Julien Rojer e Horia Tecău erano i detentori del titolo ma non si sono qualificati per questa edizione.
In finale Henri Kontinen e John Peers hanno sconfitto Raven Klaasen e Rajeev Ram col punteggio di 2–6, 6–1, [10–8].

## Teste di serie
1. Pierre-Hugues Herbert /  Nicolas Mahut (round robin)
2. Jamie Murray /  Bruno Soares (semifinale)
3. Bob Bryan /  Mike Bryan (semifinale)
4. Feliciano López /  Marc López (round robin)

1. Henri Kontinen /  John Peers (campioni)
2. Ivan Dodig /  Marcelo Melo (round robin)
3. Raven Klaasen /  Rajeev Ram (finale)
4. Treat Huey /  Maks Mirny (round robin)

### Riserve
1. Juan Sebastián Cabal /  Robert Farah (non utilizzati)

## Tabellone

### Legenda
| - Q = Qualificato - WC = Wild card - LL = Lucky loser | - ALT = Alternate - SE = Special Exempt - PR = Protected Ranking | - w/o = Walkover - r = Ritirato - d = Squalificato |

### Fase Finale
|  | Semifinali | Semifinali                | Semifinali                | Semifinali | Semifinali |  |  | Finale | Finale                    | Finale | Finale | Finale |  |
|  |            |                           |                           |            |            |  |  |        |                           |        |        |        |  |
|  | 5          | Henri Kontinen John Peers | Henri Kontinen John Peers | 7          | 6          |  |  |        |                           |        |        |        |  |
|  | 3          | Bob Bryan Mike Bryan      | Bob Bryan Mike Bryan      | 62         | 4          |  |  | 5      | Henri Kontinen John Peers | 2      | 6      | [10]   |  |
|  | 2          | Jamie Murray Bruno Soares | Jamie Murray Bruno Soares | 1          | 4          |  |  | 7      | Raven Klaasen Rajeev Ram  | 6      | 1      | [8]    |  |
|  | 7          | Raven Klaasen Rajeev Ram  | Raven Klaasen Rajeev Ram  | 6          | 6          |  |  |        |                           |        |        |        |  |

### Gruppo Fleming/McEnroe
|   |                                     | Herbert Mahut       | López            | Kontinen Peers      | Klaasen Ram | RR V–P | Set V–P      | Game V–P       | Classifica |
| 1 | Pierre-Hugues Herbert Nicolas Mahut |                     | 5–7, 7–5, [8–10] | 7–6(5), 4–6, [4–10] | 5–7, 4–6    | 0–3    | 2–6 (25%)    | 32–39 (45.07%) | 4          |
| 4 | Feliciano López Marc López          | 7–5, 5–7, [10–8]    |                  | 3–6, 6(7)–7         | 3–6, 6(8)–7 | 1–2    | 2–5 (28.57%) | 31–38 (44.93%) | 3          |
| 5 | Henri Kontinen John Peers           | 6(5)–7, 6–4, [10–4] | 6–3, 7–6(7)      |                     | 6–3, 6–4    | 3–0    | 6–1 (85.71%) | 38–27 (58.46%) | 1          |
| 7 | Raven Klaasen Rajeev Ram            | 7–5, 6–4            | 6–3, 7–6(8)      | 3–6, 4–6            |             | 2–1    | 4–2 (66.67%) | 33–30 (52.38%) | 2          |

La classifica viene stilata in base ai seguenti criteri: 1) Numero di vittorie; 2) Numero di partite giocate; 3) Scontri diretti (in caso di due giocatori pari merito ); 4) Percentuale di set vinti o di games vinti (in caso di tre giocatori pari merito ); 5) Decisione della commissione.

### Gruppo Edberg/Jarryd
|   |                           | Murray Soares    | Bryan       | Dodig Melo       | Huey Mirny | RR V-P | Set V-P      | Game V-P       | Classifica |
| 2 | Jamie Murray Bruno Soares |                  | 6–3, 6–4    | 6–3, 3–6, [10–6] | 6–4, 7–5   | 3–0    | 6–1 (85.71%) | 35–25 (58.33%) | 1          |
| 3 | Bob Bryan Mike Bryan      | 3–6, 4–6         |             | 7–6(3), 6–0      | 6-4, 6-4   | 2–1    | 4–2 (66.67%) | 32–26 (55.17%) | 2          |
| 6 | Ivan Dodig Marcelo Melo   | 3–6, 6–3, [6–10] | 6(3)–7, 0–6 |                  | 7–5, 6–4   | 1–2    | 3–4 (42.86%) | 28–32 (46.67%) | 3          |
| 8 | Treat Huey Maks Mirny     | 4–6, 5–7         | 4–6, 4–6    | 5–7, 4–6         |            | 0–3    | 0–6 (0%)     | 26–38 (40.62%) | 4          |

La classifica viene stilata in base ai seguenti criteri: 1) Numero di vittorie; 2) Numero di partite giocate; 3) Scontri diretti (in caso di due giocatori pari merito ); 4) Percentuale di set vinti o di games vinti (in caso di tre giocatori pari merito ); 5) Decisione della commissione.